# Міклош Крецой
Міклош Крецой (угор. Kretzoi Miklós, 9 лютого 1907, Будапешт, Угорщина — 15 березня 2005) — угорський хребетний палеонтолог і геолог.

## Біографія
Виріс в Австрії та Угорщині. Закінчив Будапештський університет, де він був у 1929/1930 роках доктором філософії з геології, палеонтології та географії. З 1926 по 1930 рік працював в Угорському королівському інституті геології як неоплачений доброволець, поки у 1930–1933 роках приєднався до геолого-картографічної роботи з вивчення рівнин і ґрунтознавства. З 1933 по 1941 рік він працював геологом і геофізиком. У наступні роки він працював в Угорському національному музеї, де він був до 1946 року заступником куратора колекції геології та палеонтології, а з 1945 року — начальником відділу і директором новоствореної «колекції хребетної палеонтології та порівняльної остеології», пост, який Крецой займав до 1950 р. 1 березня 1950 року він повернувся до Державного інституту геології Угорщини. У 1951 році він узяв на себе управління першої і найбільшої колекції хребетної палеонтології Угорщини. Навіть після його виходу на пенсію в 1974 році, він залишався до 1986 року науковим співробітником в Угорській академії наук.
Під час свого творчого періоду Крецой брав участь у численних науково-дослідних проектах і описав багато нових видів. Його поле діяльності включало дрібні ссавці, м'ясоїдних тварин, приматів, непарнокопитних, хоботних і китів, а також палеонтологічне вивчення біологічної активності та птахів; особливу увагу Крецой поклав на хижаків. 

## Описані таксони
- Анапітек
- Котовиді (Feliformia) — підряд класу Ссавці.

## Праці
- Miklós Kretzoi: Die Raubtiere der Hipparionfauna von Polgardi. Annales Instituti Geologici Hungarici 40 (3), 1952, 5–42
- Miklós Kretzoi: The Significance of the Rudabánya Prehominid Finds in Hominization Research. Acta Biologica Academiae Scientiarum Hungaricae 31, 1980, S. 503–506.
- Miklós Kretzoi, Viola T. Dobosi (Hrsg.): Vértesszőlős. Site, Man and Culture. Akadémiai Kiadó, Budapest 1990, ISBN 963-05-4713-9
- Miklós Kretzoi: The fossil Hominoids of Rudabánya (Northeastern Hungary) and early hominization. Magyar Nemzeti Múzeum, Budapest 2002 (2003), ISBN 963-9046-87-6